# Campionato Paraense 2025
Il Campionato Paraense 2025 è stata la 113ª edizione della massima serie del campionato paraense. La stagione è iniziata il 18 gennaio 2025 e si è conclusa l'11 maggio successivo.

## Stagione

### Novità
Al termine della stagione 2024, sono retrocesse in Segunda Divisão Tapajós e Canaã-PA. Sono state invece promosse Independente-PA e Capitão Poço.

## Formato
Le dodici squadre si affrontano dapprima in una prima fase, consistente in tre gironi da quattro squadre per ciascun girone. Le otto squadre col maggior numero di punti, accederanno alla seconda fase che decreterà la vincitrice del campionato. Le due formazioni che avranno totalizzato il minor numero di punti, retrocedono in Segunda Divisão.
La formazione vincitrice e la seconda classificata, potranno partecipare alla Série D 2026, alla Coppa del Brasile 2026 e alla Copa Verde 2026. Nel caso le prime due classificate siano già qualificate alla Série D, l'accesso alla quarta serie andrà a scalare.
Per determinare la terza formazione ammessa alla Coppa del Brasile, le formazione eliminate ai quarti di finale e nelle semifinali della seconda fase si affronteranno in un mini-tabellone ad eliminazione diretta, denominato Copa Grão-Pará.

## Risultati

### Prima fase

#### Gruppo A
|  | Pos. | Squadra          | Pt | G | V | N | P | GF | GS | DR |
|  | ---- | ---------------- | -- | - | - | - | - | -- | -- | -- |
|  | 1.   | Paysandu         | 17 | 8 | 5 | 2 | 1 | 15 | 7  | +8 |
|  | 2.   | Cametá           | 10 | 8 | 3 | 1 | 4 | 6  | 11 | -5 |
|  | 3.   | São Francisco-PA | 6  | 8 | 2 | 0 | 6 | 9  | 16 | -7 |
|  | 4.   | Caeté            | 3  | 8 | 1 | 0 | 7 | 5  | 12 | -7 |

Legenda:
      Ammessa alla seconda fase.
      Retrocesse in Segunda Divisão 2026
Note:
Tre punti a vittoria, uno a pareggio, zero a sconfitta.

#### Gruppo B
|  | Pos. | Squadra         | Pt | G | V | N | P | GF | GS | DR  |
|  | ---- | --------------- | -- | - | - | - | - | -- | -- | --- |
|  | 1.   | Remo            | 17 | 8 | 5 | 2 | 1 | 17 | 4  | +13 |
|  | 2.   | Bragantino-PA   | 17 | 8 | 5 | 2 | 1 | 11 | 6  | +5  |
|  | 3.   | Castanhal       | 13 | 8 | 3 | 4 | 1 | 10 | 7  | +3  |
|  | 4.   | Independente-PA | 6  | 8 | 1 | 3 | 4 | 5  | 12 | -7  |

Legenda:
      Ammessa alla seconda fase.
      Retrocesse in Segunda Divisão 2026
Note:
Tre punti a vittoria, uno a pareggio, zero a sconfitta.

#### Gruppo C
|  | Pos. | Squadra         | Pt | G | V | N | P | GF | GS | DR |
|  | ---- | --------------- | -- | - | - | - | - | -- | -- | -- |
|  | 1.   | Tuna Luso       | 11 | 8 | 3 | 2 | 3 | 12 | 12 | 0  |
|  | 2.   | Águia de Marabá | 11 | 8 | 3 | 2 | 3 | 9  | 10 | -1 |
|  | 3.   | Capitão Poço    | 11 | 8 | 2 | 5 | 1 | 9  | 9  | 0  |
|  | 4.   | Santa Rosa      | 10 | 8 | 3 | 1 | 4 | 7  | 9  | -2 |

Legenda:
      Ammessa alla seconda fase.
Note:
Tre punti a vittoria, uno a pareggio, zero a sconfitta.

### Seconda fase
|  | Quarti di finale | Quarti di finale      | Quarti di finale |  |  | Semifinali      | Semifinali      | Semifinali |            |   | Finale   | Finale   | Finale | Finale | Finale |  |
|  |                  |                       |                  |  |  |                 |                 |            |            |   |          |          |        |        |        |  |
|  | 1A               | Paysandu              | 2                |  |  |                 |                 |            |            |   |          |          |        |        |        |  |
|  | 3C               | Capitão Poço          | 0                |  |  | Paysandu        | Paysandu        | 3          |            |   |          |          |        |        |        |  |
|  | 2B               | Bragantino-PA         | 0 (3)            |  |  | Águia de Marabá | Águia de Marabá | 1          |            |   |          |          |        |        |        |  |
|  | 2C               | Águia de Marabá (dtr) | 0 (5)            |  |  |                 |                 |            |            |   | Paysandu | Paysandu | 2      | 1      | 3 (5)  |  |
|  | 1B               | Remo                  | 2                |  |  |                 |                 | Remo (dtr) | Remo (dtr) | 3 | 0        | 3 (6)    |        |        |        |  |
|  | 4C               | Santa Rosa            | 0                |  |  | Remo            | Remo            | 2          |            |   |          |          |        |        |        |  |
|  | 3B               | Castanhal             | 3 (4)            |  |  | Tuna Luso       | Tuna Luso       | 1          |            |   |          |          |        |        |        |  |
|  | 1C               | Tuna Luso (dtr)       | 3 (5)            |  |  |                 |                 |            |            |   |          |          |        |        |        |  |

### Copa Grão-Pará
|  | Quarti di finale | Quarti di finale | Quarti di finale      |                       |           | Semifinali | Semifinali | Semifinali |  |  | Finale | Finale | Finale |  |
|  |                  |                  |                       |                       |           |            |            |            |  |  |        |        |        |  |
|  |                  |                  |                       |                       |           | 1C         | Tuna Luso  | 2          |  |  |        |        |        |  |
|  |                  |                  |                       |                       |           | 1C         | Tuna Luso  | 2          |  |  |        |        |        |  |
|  |                  |                  |                       | Castanhal             | 1         |            |            |            |  |  |        |        |        |  |
|  | 3B               | Castanhal        | 3                     | Castanhal             | 1         |            |            |            |  |  |        |        |        |  |
|  | 3B               | Castanhal        | 3                     |                       |           |            |            |            |  |  |        |        |        |  |
|  | 3C               | Capitão Poço     | 1                     |                       |           |            |            |            |  |  |        |        |        |  |
|  | 3C               | Capitão Poço     | 1                     |                       | Tuna Luso | Tuna Luso  | 1 (8)      |            |  |  |        |        |        |  |
|  |                  |                  |                       |                       |           |            |            |            |  |  |        |        |        |  |
|  |                  |                  | Águia de Marabá (dtr) | Águia de Marabá (dtr) | 1 (9)     |            |            |            |  |  |        |        |        |  |
|  |                  |                  |                       | Águia de Marabá (dtr) | 1 (9)     |            |            |            |  |  |        |        |        |  |
|  |                  |                  |                       |                       |           |            |            |            |  |  |        |        |        |  |
|  |                  |                  |                       |                       |           |            |            |            |  |  |        |        |        |  |
|  |                  | 2C               | Águia de Marabá (dtr) | 2 (4)                 |           |            |            |            |  |  |        |        |        |  |
|  |                  |                  |                       | 2 (4)                 |           |            |            |            |  |  |        |        |        |  |
|  |                  |                  |                       | Bragantino-PA         | 2 (2)     |            |            |            |  |  |        |        |        |  |
|  | 2B               | Bragantino-PA    | 4                     | Bragantino-PA         | 2 (2)     |            |            |            |  |  |        |        |        |  |
|  | 2B               | Bragantino-PA    | 4                     |                       |           |            |            |            |  |  |        |        |        |  |
|  | 4C               | Santa Rosa       | 1                     |                       |           |            |            |            |  |  |        |        |        |  |